# Harvest Moon: Friends of Mineral Town
Harvest Moon: Friends of Mineral Town là một trò chơi video mô phỏng nông trại trên hệ máy Game Boy Advance do Marvelous Interactive phát triển và xuất bản ở Nhật Bản vào tháng 4 năm 2003, Natsume phát hành ở Bắc Mỹ vào tháng 11 năm 2003 và ở Châu Âu vào tháng 3 năm 2004.
Nhiều nhà phê bình ca ngợi đây là tác phẩm xuất sắc nhất của loạt, kết hợp các yếu tố từ những trò chơi bán chạy nhất cũng như giới thiệu một loạt trò chơi đáng chú ý. Sau đó trò chơi phát hành trên Virtual Console cho Wii U vào tháng 6 năm 2015.
Harvest Moon: Friends of Mineral Town là trò chơi Game Boy Advance đầu tiên của loạt Story of Seasons và là phiên bản làm lại của Harvest Moon: Back to Nature.
Bản làm lại 3D có tên là Story of Seasons: Friends of Mineral Town được Xseed Games phát hành cho Nintendo Switch tại Nhật Bản tháng 10 năm 2019 và trên toàn thế giới tháng 7 năm 2020, với phiên bản Microsoft Windows bổ sung. Bản làm lại dự kiến sẽ được phát hành cho Xbox One tháng 10 năm 2021 và PlayStation 4 tháng 10 và tháng 11 năm 2021.

## Cốt chuyện
Nhân vật người chơi không có tên mặc định. Trong phân cảnh mở đầu, người chơi vào vai một cậu bé sống ở thành phố, được cha mẹ đưa về miền quê chơi. Trong chuyến đi, cậu bé bị lạc và thấy mình đang ở trong trang trại của một ông già ở Mineral Town. Ông giúp người chơi liên lạc với cha mẹ, ông đề nghị cậu và gia đình ở lại chơi vài ngày, vì ông không có gia đình riêng. Cha mẹ của cậu đồng ý, và người chơi ở lại trang trại một thời gian. Trong trang trại, cậu đi chơi với một cô gái và sau đó trở thành bạn thân. Sau khi cậu bé rời khỏi Mineral Town, cậu tiếp tục viết thư cho ông lão.
Một ngày nọ, khi đã trưởng thành, những bức thư từ ông lão bỗng nhiên dừng lại. Cậu quay lại Mineral Town, chỉ còn lại một trang trại bị bỏ hoang từ lâu còn ông lão đã qua đời nửa năm trước. Thị trưởng của Mineral Town báo cho cậu biết di nguyện của ông lão là để lại toàn bộ trang trại cho cậu. Cậu quyết định khôi phục lại trang trại và mọi thứ bắt đầu từ đó.

## Lối chơi

Ảnh chụp màn hình trong Harvest Moon: Friends of Mineral Town

Người chơi vào vai một nông dân với mục tiêu chính là kiếm lợi nhuận từ trang trại mà anh ta điều hành, bằng cách sản xuất cây trồng và chăn nuôi.
Người chơi có sẵn trong tay một số công cụ đơn giản, và phải tự kiếm tiền sau khi dọn sạch cánh đồng rộng lớn trong trang trại qua việc trồng cây, khai thác quặng mỏ, câu cá, tìm kiếm thức ăn và nấu ăn. Số tiền kiếm được có thể dùng để mua những thứ khác, chẳng hạn như chăn nuôi, và mở rộng trang trại.
Như trong mọi phần của loạt Story of Seasons, bán hàng cũng được tính là một dạng sưu tập các loại cây trồng, hoa, vật phẩm từ động vật và những thứ khác.
Trò chơi có thể kết nối với Harvest Moon: A Wonderful Life trên Nintendo GameCube bằng cách sử dụng cáp liên kết giữa Game Boy Advance và GameCube.

### Trồng trọt
Phần lớn thu nhập của người chơi sẽ là từ các loại cây trồng vào mùa Xuân, Hè và Thu. Người chơi sẽ phải mua hạt giống và trồng chúng trong những ô đất đã được xới.
Mỗi túi hạt giống có thể bao phủ một mảnh đất 3 x 3 vuông (tổng cộng là 9 ô đất), lưu ý bạn sẽ không thể thu hoạch cây trồng ở ô giữa. Trước khi có thể gieo hạt, người chơi sẽ phải dọn sạch những đá nhỏ, gỗ vụn và cỏ dại trên mảnh đất bằng những công cụ có thể nâng cấp sau này như búa, liềm, cuốc và bình tưới.

### Động vật
Người chơi ban đầu có một con chó con, nó sẽ trưởng thành hoàn toàn sau hai tháng và có thể đuổi chó hoang. Người chơi có thể mua đồ chơi cho nó và huýt sáo để gọi, chó cần được ẵm và nói chuyện hàng ngày để duy trì tình cảm.
Ngay sau khi gặp Barley lần đầu tiên, ông sẽ ghé vào trang trại cùng với một con ngựa non và hỏi liệu người chơi có thể chăm sóc nó giúp không. Nếu người chơi chấp nhận, Barley sẽ trở lại sau một năm, và có thể lấy ngựa lại nếu người chơi không thể hiện đủ tình cảm cho nó bằng cách nói chuyện và chải lông hàng ngày.
Có ba loại vật nuôi cơ bản trong nông trại là bò, gà và cừu, tất cả đều yêu cầu được chăm sóc hàng ngày, có thể là nói chuyện, chải lông, vắt sữa, xem lông. Bò cho sữa (yêu cầu đồ vắt sữa), gà đẻ trứng và cừu cho len (yêu cầu kéo cắt), có thể đem đi bán hoặc chế biến thành sản phẩm khác.

### Đào mỏ
Có hai mỏ khác nhau, mỏ Mùa xuân nằm bên cạnh ao của Nữ thần và mỏ Hồ nằm trên một hòn đảo trong cái hồ trên Đồi của Mẹ. Mỏ Hồ chỉ có thể đi vào mùa đông khi nước trong hồ đóng băng. Để xuống tầng tiếp theo, người chơi phải tìm lối ra ẩn dưới mặt đất, trong mỏ có cái loại quặng và đá quý.

### Kết bạn và hẹn hò
Khía cạnh xã hội của Friends of Mineral Town là phần quan trọng trong trò chơi. Có rất nhiều dân làng để kết bạn, bằng cách tặng quà hàng ngày cho các dân làng và trò chuyện với họ. Khi đã trở nên thân thiết hơn họ sẽ tiết lộ các công thức nấu ăn và khám phá tiểu sử của họ thông qua những sự kiện thú vị.
Không bắt buộc phải kết hôn Friends of Mineral Town, nhưng có sáu cô nàng độc thân để làm quen và kết hôn cũng như sinh con. Sau khi đã xem hết những sự kiện tim (màu sắc sẽ thay đổi bắt đầu bằng đen, tím, xanh lam, xanh lục, vàng, cam và cuối cùng là đỏ) của một cô gái, người chơi sẽ có thể cầu hôn với cô ấy bằng "Blue feather". Nếu cô ấy chấp nhận thì 7 ngày sau hai người sẽ diễn ra sự kiện đám cưới. Khi người chơi đã ổn định cuộc sống gia đình với một cô gái, sẽ mở khóa những sự kiện kết hôn của những tình địch lúc trước.
Nếu người chơi kết hôn với Elli hoặc Mary, cô ấy sẽ nói muốn tiếp tục đi làm, nếu là những cô gái khác thì người chơi có thể chọn xem cô ấy nên ở nhà hay đi làm. Người vợ nấu vào những dịp đặc biệt như sinh nhật và kỷ niệm ngày cưới. Hầu hết thời gian cô ấy sẽ chỉ đi quanh bàn suốt ngày. Cô ấy cũng sẽ không giúp người chơi làm bất cứ công việc đồng áng nào. Một số lễ hội cũng sẽ thay đổi sau khi người chơi kết hôn.

## Tiếp nhận
Friends of Mineral Town trên Game Boy Advance nhận được đánh giá "yêu thích chung" với số điểm 81/100 theo chuyên trang tổng hợp đánh giá Metacritic.
IGN đánh giá trò chơi ở mức 8,9 hoặc "tuyệt vời", nói rằng trò chơi "hấp dẫn một cách không thể tin nỗi" và đồ họa của các chu kỳ ngày đêm được thực hiện rất tốt.
GameRankings cho tổng điểm là 82% từ 31 bài đánh giá.
Tim Latshaw của Nintendo Life cho Friends of Mineral Town 8/10 điểm, khen ngợi hệ thống điều khiển và nói "đây là một lựa chọn tốt cho những người đam mê trồng trọt và yêu thích lối chơi Harvest Moon truyền thống" cũng như "đầy những niềm vui nhưng không bị ngợp với những sự lộn xộn hoặc mánh lới quảng cáo". Ông nhấn mạnh "game là một điểm nhấn tuyệt vời cho bất kỳ ai mới làm quen với loạt".
Tạp chí Gamesradar+ xếp Harvest Moon: Friends of Mineral Town đứng thứ 20 trong danh sách "25 trò chơi GBA hay nhất mọi thời đại".

## Harvest Moon: More Friends of Mineral Town
Harvest Moon: More Friends of Mineral Town (牧場物語 ミネラルタウンのなかまたち for ガール Bokujō Monogatari: Mineral Town no Nakama Tachi for Girl) là phiên bản nữ của Harvest Moon: Friends of Mineral Town, trò chơi phát hành tại Nhật Bản tháng 12 năm 2003 và ở Bắc Mỹ tháng 7 năm 2005.

### Những thay đổi
Trong trò chơi này, nhân vật chính là một cô gái, và có thể kết hôn với một trong tám anh chàng độc thân. Ban đầu cô gái sống trong thành phố và vô tình thấy tin quảng cáo về một trang trại tuyệt đẹp trên một tờ báo, phấn khích trước viễn cảnh cuộc sống nông thôn tươi đẹp, cô quyết định mua trang trại. Khi cô đến thăm trang trại thì phát hiện ra mình đã bị lừa, vì trang trại đã bị bỏ hoang từ lâu và cần phải gầy dựng lại từ đầu. Vì đã lỡ nghỉ việc và bán căn hộ, cô quyết tâm làm cho trang trại trở nên thịnh vượng nhất có thể, và bắt đầu trò chơi.
Cách chơi cơ bản hầu như không thay đổi, ngoại trừ một số cải tiến và sửa lỗi trong lối chơi.

### Tiếp nhận
IGN đánh giá Harvest Moon: More Friends of Mineral Town 8,5/10 điểm. Lưu ý rằng về cơ bản đây là một bản làm lại của Harvest Moon: Friends of Mineral Town, nhưng "đó vẫn là một trải nghiệm tuyệt vời và rất đáng để chơi".
GameRankings cho tổng điểm 79% từ 14 bài đánh giá.

## Story of Seasons: Friends of Mineral Town
Story of Seasons: Friends of Mineral Town là bản làm lại 3D phát hành cho Nintendo Switch ở Nhật Bản ngày 17 tháng 10 năm 2019, ở Châu Âu ngày 10 tháng 7 năm 2020 và ở Bắc Mỹ ngày 14 tháng 7 năm 2020. Một phiên bản Microsoft Windows là cũng được phát hành ngày 14 tháng 7. Bản làm lại dự tính sẽ ra mắt trên Xbox One ngày 27 tháng 10 năm 2021 và PlayStation 4 ngày 25 tháng 11 năm 2021. Cả hai phiên bản sẽ phát hành trên toàn thế giới vào cuối năm 2021.

### Những thay đổi
- Người chơi hiện có thể chọn giữa bốn nhân vật chính mới, cả nam và nữ, không giống như trong trò chơi gốc, nơi người chơi thích nhân vật nữ hơn sẽ phải mua riêng phiên bản dành cho nữ của Friends of Mineral Town là More Friends of Mineral Town.[28]
- Bổ sung thêm 12 bộ trang phục mới để người chơi có thể thay đổi thường xuyên tùy thích bằng cách sử dụng chiếc gương bên trong nhà.[29] Ngoài ra, những người chơi đặt hàng trước trò chơi sẽ nhận được một trang phục bò miễn phí và trang phục này, cùng với nhiều trang phục khác, có thể được mua riêng tại Nintendo eShop.[30]
- Tất cả các nhân vật từ trò chơi gốc sẽ trở lại trong bản làm lại và Marvelous đã cập nhật thiết kế nhân vật và chân dung nhân vật. Tuy nhiên, điều thay đổi duy nhất chính là đổi tên của một số nhân vật, vì Marvelous muốn tên tiếng Anh của những nhân vật này gần với tên tiếng Nhật của họ hơn. Thêm hai nhân vật độc thân để hẹn hò mới là Brandon and Jennifer.[30]
- Giới thiệu nhiều loại vật nuôi mới như gà nâu, bò cà phê, bò dâu, bò trái cây, thỏ Angora, lạc đà Alpaca, cũng như bổ sung thêm nhiều loài chó, mèo, chim cánh cụt và capybaras.[28][29]
- Trong trò chơi gốc, người chơi chỉ có thể lãng mạn với một người khác giới trong làng. Tuy nhiên, trong phiên bản làm lại, người chơi có thể hẹn hò, kết hôn và chứng kiến các sự kiện trái tim của tất cả những dân làng bất kể giới tính của nhân vật người chơi. Điều này cung cấp cho người chơi số lượng sự kiện tim gấp đôi so với bản gốc. Phiên bản phương Tây của Story of Seasons: Friends of Mineral Town là tựa game đầu tiên trong loạt cho phép kết hôn đồng giới.[31][32][33] Trong khi đó thuật ngữ được sử dụng trong phiên bản tiếng Nhật vẫn gọi là "hệ thống bạn thân nhất" từng xuất hiện trong Harvest Moon DS Cute (2005).[29]
- Người chơi có thể lưu và tải tiến trình tại bất kỳ thời điểm nào trong trò chơi.
- Thêm các lễ hội mới, cơ chế câu cá, khai thác và nấu ăn đều đã được cập nhật.[29] Trò chơi hiện có hai tùy chọn độ khó với chế độ Đơn giản và chế độ Bình thường.

### Tiếp nhận
Story of Seasons: Friends of Mineral Town nhận được đánh giá "yêu thích chung" với số điểm 77/100 theo chuyên trang tổng hợp đánh giá Metacritic.
Mitch Vogel của Nintendo Life đánh giá 7.6/10 điểm và nói Friends of Mineral Town mang đến "một trải nghiệm hoàn toàn hài lòng và đơn giản về thể loại mô phỏng nông trại. Các tương tác nhân vật ấm áp, cơ chế canh tác dễ nắm bắt và một loạt các hoạt động phụ tốt đã chứng minh rằng bản phát hành này trở thành một mục mạnh mẽ và đáng giá trong loạt game dài tập này. Mặc dù không có quá nhiều nội dung mới được thêm vào cho bản làm lại này."
CJ Andriessen của Destructoid đánh giá Friends of Mineral Town với 7/10 điểm, nói trò chơi "có thay đổi nhưng không quá nhiều so với những kế nhiệm và đối thủ của nó."

Daniella Lucas của PC Gamer nói mặc dù Friends of Mineral Town "đã được hiện đại hóa nhiều thứ nhưng không quá nhiều và cảm thấy bị thiếu tính thực tế khi so sánh nó với Stardew Valley", cũng chính là tựa game được truyền cảm hứng sau này.